# Liste des épisodes de Que du bonheur

Cette page recense la liste des épisodes de la version française de la série télévisée Que du bonheur !.

## Première saison (2008)
|     | Date            | Titre                               | Résumé | sur TF1Vision |
| --- | --------------- | ----------------------------------- | --- | ------------- |
| 1   | lun 7 janvier   | Zoé la mal-aimée                    | Zoé pense que sa sœur et son frère sont chouchoutés. | semaine 1     |
| 2   | mar 8 janvier   | Livraison à domicile                | (insérer résumé ici) | semaine 1     |
| 3   | mer 9 janvier   | La petite bête                      | Zoe est la première de sa classe, elle demande donc un animal en cadeau, qui ravit ses parents. Après plusieurs recherches, ils finissent par prendre une tortue                                        | semaine 1     |
| 4   | jeu 10 janvier  | Le bulletin                         | Jean-François et Valérie reçoivent le bulletin de notes d'Elsa. | semaine 1     |
| 5   | ven 11 janvier  | Y'a des matins comme ça             | Valérie est en retard pour déposer Elsa et Zoé en cours. | semaine 1     |
|     |                 |                                     | |               |
| 6   | lun 14 janvier  | Le gros lot                         | Les parents rêvent de gagner au Loto. | semaine 2     |
| 7   | mar 15 janvier  | Comme une casserole                 | Valérie n'arrête pas de chanter. | semaine 2     |
| 8   | mer 16 janvier  | Dessin d'école                      | Valérie s'inquiète car le dessin de sa fille est noir et marron. | semaine 2     |
| 9   | jeu 17 janvier  | Les courses                         | Valérie essaye de trouver une solution pour ne plus faire les courses tous les deux jours. | semaine 2     |
| 10  | ven 18 janvier  | Plus près de toi                    | Zoé veut se convertir au christianisme. | semaine 2     |
|     |                 |                                     | |               |
| 11  | lun 21 janvier  | La liste                            | Jean-François fait une liste de ses anciennes relations amoureuses. | semaine 3     |
| 12  | mar 22 janvier  | On ne coupe pas la parole           | Les parents parlent du fait de couper la parole. | semaine 3     |
| 13  | mer 23 janvier  | Le blog                             | Elsa a créé un blog. | semaine 3     |
| 14  | jeu 24 janvier  | Soirée foot                         | Soirée football pour Jean-François et Ben, ce qui agace Valérie qui aide Elsa à faire un devoir. | semaine 3     |
| 15  | ven 25 janvier  | Opération convivialité              | Les parents décident de faire un jeu de société. | semaine 3     |
|     |                 |                                     | |               |
| 16  | lun 28 janvier  | Âge de glace                        | La famille a une panne de chauffage. La température de dehors est de 12 °C . . . | semaine 4     |
| 17  | mar 29 janvier  | Nicole son ex                       | Nicole, l'ex de Jean-François vient dîner à la maison. | semaine 4     |
| 18  | mer 30 janvier  | L'ultimatum                         | (insérer résumé ici) | semaine 4     |
| 19  | jeu 31 janvier  | Sortie de classe                    | Zoé veut que sa maman l'accompagne lors d'une sortie à la ferme. | semaine 4     |
| 20  | ven 1er février | Maison de poupée                    | Jean-François monte la maison de poupée de Zoé Qui est une maison de Playmobil. | semaine 4     |
|     |                 |                                     | |               |
| 21  | lun 4 février   | Fabien                              | Elsa est amoureuse de Fabien, un ami de son grand frère. Mais Fabien s'intéresse plus à Valérie. . . | semaine 5     |
| 22  | mar 5 février   | Rose pour les filles                | Valérie fait la lessive, mais tous les vêtements deviennent rose. | semaine 5     |
| 23  | mer 6 février   | Le test                             | Elsa, Jean-François et Valérie font le test d'un magazine. | semaine 5     |
| 24  | jeu 7 février   | Réunion de parents                  | Valérie a une réunion avec le professeur français principal d'Elsa. Celle-ci le surnomme monsieur "Pulevin" . Croyant que c'est le nom du professeur, elle compte l'appeler comme ça à la réunion . . . | semaine 5     |
| 25  | ven 8 février   | Nouveau lifting                     | La mère de Jean-François a fait un nouveau lifting. | semaine 5     |
|     |                 |                                     | |               |
| 26  | lun 11 février  | La fourchette                       | Elsa a volé une fourchette à la cantine de son collège. | semaine 6     |
| 27  | mar 12 février  | Place au sport                      | Jean-François a décidé de se mettre au sport pour se muscler . Julien lui conseille de ne pas en faire car Valérie l'aime comme il est, même Zoé . Quelle réaction aura-t-elle ?                        | semaine 6     |
| 28  | mer 13 février  | Bip                                 | Les parents décident de dire « bip » pour ne plus dire de gros mot devant Zoé. | semaine 6     |
| 29  | jeu 14 février  | Saint Valentin                      | Suivant l'idée d'Elsa, Jean-François décide d'écrire un poème pour sa femme à l'occasion de la Saint-Valentin.                                                                                          | semaine 6     |
| 30  | ven 15 février  | Peur de l'avion                     | Le papa essaye de vaincre la phobie de sa femme pour les voyages en avion. | semaine 6     |
|     |                 |                                     | |               |
| 31  | lun 18 février  | Argent de poche                     | Elsa veut de l'argent de poche. | semaine 7     |
| 32  | mar 19 février  | Collecte de vêtements               | Rebecca, sa mère et son beau-père décident d'aider pour une collecte de vêtements. | semaine 7     |
| 33  | mer 20 février  | Le resto de Zoé                     | | semaine 7     |
| 34  | jeu 21 février  | Les mouches                         | Zoé a peur des mouches dans le bain. | semaine 7     |
| 35  | ven 22 février  | La fausse excuse                    | Zoé ne veut pas aller à l'école car il y a piscine. Valérie est d'accord avec Zoé mais Jean-François n'est pas d'accord . . .                                                                           | semaine 7     |
|     |                 |                                     | |               |
| 36  | lun 25 février  | Liste rouge                         | Valérie et Jean-François sont harcelés par les démarcheurs téléphoniques. | semaine 8     |
| 37  | mar 26 février  | La cigale et la fourmi              | Zoé n'arrive pas à apprendre sa leçon sur La Cigale et la Fourmi. | semaine 8     |
| 38  | mer 27 février  | La boum                             | Elsa organise une boum. | semaine 8     |
| 39  | jeu 28 février  | La lumière fut                      | Julien a invité sa petite amie à la maison. | semaine 8     |
| 40  | ven 29 février  | Les écrans                          | Valérie et Jean-François décident de faire passer à leur enfant une soirée sans écran. | semaine 8     |
|     |                 |                                     | |               |
| 41  | lun 3 mars      | La chorégraphie                     | Elsa s'est inscrit pour faire une chorégraphie solo à la chorale de son collège. Ses parents décident de l'aider.                                                                                       | semaine 9     |
| 42  | mar 4 mars      | Homme au foyer                      | Jean-François doit garder la maison tout seul pendant une journée, et s'occuper des deux filles. | semaine 9     |
| 43  | mer 5 mars      | Aide ménagère                       | Jean-François veut engager une aide-ménagère. Valérie n'est pas vraiment d'accord. | semaine 9     |
| 44  | jeu 6 mars      | Stéph écrivain                      | Stéphane, l'ex de Valérie, a envoyé son prochain livre à Valérie. | semaine 9     |
| 45  | ven 7 mars      | Arbre généalogique                  | Les parents décident d'expliquer à Zoé la généalogie. | semaine 9     |
|     |                 |                                     | |               |
| 46  | lun 10 mars     | Analyses                            | Jean-François a ses résultats d'analyse. | semaine 10    |
| 47  | mar 11 mars     | Les reproches                       | Valérie et Jean-François se font des reproches. | semaine 10    |
| 48  | mer 12 mars     | Passé antérieur                     | Valérie reçoit un bouquet de fleurs. | semaine 10    |
| 49  | jeu 13 mars     | La vie de princesse                 | Les parents essayent d'expliquer à Zoé la vie de princesse. | semaine 10    |
| 50  | ven 14 mars     | Elsa veut découcher                 | Elsa veut avoir l'autorisation d'aller chez une copine à elle. | semaine 10    |
|     |                 |                                     | |               |
| 51  | lun 17 mars     | L'amoureur                          | Zoé est amoureuse de Félix, un copain de sa classe. | semaine 11    |
| 52  | mar 18 mars     | La tombola                          | La famille essaye de vendre des tickets pour la tombola de Zoé. | semaine 11    |
| 53  | mer 19 mars     | Week end                            | Pour le week-end, Valérie veut que ses enfants et son second-mari aillent faire du vélo ensemble. | semaine 11    |
| 54  | jeu 20 mars     | Armoire à monter                    | Valérie a commandé une armoire que Jean-François doit monter. | semaine 11    |
| 55  | ven 21 mars     | La quiche                           | Jean-François doit préparer une quiche pour le dîner. Réussira-t-il ? . . . | semaine 11    |
|     |                 |                                     | |               |
| 56  | lun 24 mars     | On inverse les rôles                | Après une dispute entre Valérie et Elsa, elles « échangent » quelques minutes les rôles pour montrer que des deux côtés, la vie est difficile.                                                          | semaine 12    |
| 57  | mar 25 mars     | Je t'aime moi non plus              | Zoé et Elsa n'arrêtent pas de se disputer. Les parents en ont marre. | semaine 12    |
| 58  | mer 26 mars     | Quand ils seront grands             | Les enfants pensent à leurs futurs métiers… et les parents pensent aux métiers de leurs enfants. | semaine 12    |
| 59  | jeu 27 mars     | La révolution française             | Le père d'Elsa l'aide pour apprendre sa leçon sur la Révolution française. | semaine 12    |
| 60  | ven 28 mars     | Fuite des capitaux                  | Valérie découvre que 400 euros ont été débités sur son compte en banque. | semaine 12    |
|     |                 |                                     | |               |
| 61  | lun 31 mars     | Invité surprise                     | Stéphane s'invite chez Valérie vu que sa douche est en panne. | semaine 13    |
| 62  | mar 1er avril   | Mémé Zoé                            | Zoé s'imagine vieille. | semaine 13    |
| 63  | mer 2 avril     | L'ordre juste                       | Valérie veut apprendre à Julien à bien ranger et à bien nettoyer la maison. | semaine 13    |
| 64  | jeu 3 avril     | Le carnet intime                    | Zoé a écrit un journal intime. | semaine 13    |
| 65  | ven 4 avril     | Sage-femme                          | Zoé va faire un exposé pour expliquer le métier de sa mère (sage-femme). | semaine 13    |
|     |                 |                                     | |               |
| 66  | lun 7 avril     | L'entretien de Ben                  | Jean-François aide Ben à se préparer pour un entretien d'embauche. | semaine 14    |
| 67  | mar 8 avril     | Bataille navale                     | Zoé et sa sœur jouent à la bataille navale. | semaine 14    |
| 68  | mer 9 avril     | Kung-fu Master                      | Elsa montre son talent au kung-fu. | semaine 14    |
| 69  | jeu 10 avril    | Petit bateau                        | Zoé est invitée en vacances chez des nudistes. Ses parents ne sont pas d'accord. | semaine 14    |
| 70  | ven 11 avril    | Le match de foot                    | La famille regarde un match de football. | semaine 14    |
|     |                 |                                     | |               |
| 71  | lun 14 avril    | Little Miss Zoé                     | Valérie veut entraîner sa fille Zoé pour le concours des Little miss. | semaine 15    |
| 72  | mar 15 avril    | Visite surprise                     | Stéphane vient à l'improviste à la maison, en se trompant de week-end. | semaine 15    |
| 75  | mer 16 avril    | Les économies                       | Valérie veut apprendre à ses enfants à faire des économies. | semaine 15    |
| 73  | jeu 17 avril    | Les adieux de Ben                   | Ben pense être sur le point de mourir. | semaine 15    |
| 74  | ven 18 avril    | Dans les étoiles                    | Elsa a l'air de croire à l'horoscope. | semaine 15    |
|     |                 |                                     | |               |
| 76  | lun 21 avril    | Des voisins très bruyants           | La famille a des amis faisant l'amour bruyamment. | semaine 16    |
| 77  | mar 22 avril    | Copie conforme                      | Zoé veut ressembler à une adolescente. | semaine 16    |
| 78  | mer 23 avril    | Jessie                              | Zoé a une copine imaginaire. | semaine 16    |
| 79  | jeu 24 avril    | Un zeste de folie                   | Jean-François veut faire des gestes de folie pour sa deuxième femme. | semaine 16    |
| 80  | ven 25 avril    | Baby Sitter                         | La petite copine de Julien se propose pour garder Zoé. | semaine 16    |
|     |                 |                                     | |               |
| 81  | lun 28 avril    | La rupture                          | Elsa veut rompre avec Hugo. | semaine 17    |
| 82  | mar 29 avril    | Le chaperon                         | Elsa veut aller une fête mais sa mère veut qu'elle soit accompagnée. | semaine 17    |
| 83  | mer 30 avril    | Héritage Tatie Jeanine              | La famille a la chance de toucher un héritage. | semaine 17    |
| 84  | jeu 1er mai     | Le tripot                           | Valérie, Jean-François, Sophie et Ben jouent au poker. | semaine 17    |
| 85  | ven 2 mai       | Independance day                    | Elsa veut un studio pour elle toute seule. | semaine 17    |
|     |                 |                                     | |               |
| 86  | lun 5 mai       | Petit copain de mamie               | La mère de Jean-François a un nouveau petit copain. | semaine 18    |
| 87  | mar 6 mai       | La copine de Ben                    | Ben a une petite amie. | semaine 18    |
| 88  | mer 7 mai       | Piou                                | Zoé doit garder le canari de la classe. Mais Jean-François a une peur bleue des oiseaux depuis qu'il est tout petit . Réussira-t-il à surmonter sa peur ? . . .                                         | semaine 18    |
| 89  | jeu 8 mai       | L'enterrement de vie de jeune fille | Valérie est chargée de trouver un strip-teaseur pour l'enterrement de vie de jeune fille d'une copine infirmière.                                                                                       | semaine 18    |
| 90  | ven 9 mai       | C'est quoi ce ballon                | Zoé a trouvé un préservatif dans la chambre de Julien. | semaine 18    |
|     |                 |                                     | |               |
| 91  | lun 12 mai      | Le procès                           | La famille imite un procès pour savoir si la mère a raison en disant que le père n'est pas attentif à elle.                                                                                             | semaine 19    |
| 92  | mar 13 mai      | Jeux de mains                       | Ben s'est cassé la main. | semaine 19    |
| 93  | mer 14 mai      | Relooking extrême                   | Jean-François est en plein changement de style vestimentaire après une critique de Julien. | semaine 19    |
| 94  | jeu 15 mai      | La bonne cousine                    | La cousine de Valérie, très attirante, vient passer quelques jours chez eux. | semaine 19    |
| 95  | ven 16 mai      | Séance photo                        | Alors que Jean-François et Valérie veulent se faire un câlin discret, les parents de celle-ci arrivent pour montrer leurs photos.                                                                       | semaine 19    |
|     |                 |                                     | |               |
| 96  | lun 19 mai      | Stéphane veut parler                | Florence vient de rompre avec Stéphane. | semaine 20    |
| 97  | mar 20 mai      | Les copains d'hier                  | Elsa a découvert un site web où on peut retrouver ses anciens amis. | semaine 20    |
| 98  | mer 21 mai      | L'anniversaire de Ben               | Ben fête son anniversaire. | semaine 20    |
| 99  | jeu 22 mai      | Accouchement d'urgence              | Une femme vient accoucher chez Valérie. | semaine 20    |
| 100 | ven 23 mai      | Jogging du dimanche                 | Les parents décident de faire du jogging. | semaine 20    |
|     |                 |                                     | |               |
| 101 | lun 26 mai      | Sa mère en string                   | Valérie et Elsa découvrent un tableau représentant la mère de Julien toute nu. | semaine 21    |
| 102 | mar 27 mai      | Flower Power                        | Jean-François se voit confier la garde d'une fleur à 1 000 € par un de ses amis | semaine 21    |
| 103 | mer 28 mai      | Les dents de Jean-François          | Jean-François ressort de chez le dentiste. | semaine 21    |
| 104 | jeu 29 mai      | Standard téléphonique               | Valérie appelle la Sécurité sociale pour essayer de comprendre leur jargon administratif. | semaine 21    |
| 105 | ven 30 mai      | La voisine                          | Ben doit garder Zoé, et la voisine suédoise très attirante vient les voir. | semaine 21    |
|     |                 |                                     | |               |
| 106 | lun 2 juin      | Un portable pour Zoé                | Zoé s'est achetée un téléphone mobile. | semaine 22    |
| 107 | mar 3 juin      | Leçon de choses                     | La famille fait un « cours » d'éducation sexuelle à Elsa. | semaine 22    |
| 108 | mer 4 juin      | Le barman                           | Julien s'entraîne pour être barman lors des vacances. Ben est son professeur mais lui, Valérie et Jean-François auront une surprise en buvant un de ses cocktails . . .                                 | semaine 22    |
| 109 | jeu 5 juin      | Julien G.O.                         | Julien s'entraîne pour être animateur dans un club de vacances. | semaine 22    |
| 110 | ven 6 juin      | Invasion de cafards                 | Il y a un cafard dans la cuisine. | semaine 22    |
|     |                 |                                     | |               |
| 111 | lun 9 juin      | Ben psy                             | Ben s'essaye à la psychologie | semaine 23    |
| 112 | mar 10 juin     | Bagarre à l'école                   | Un garçon embête Zoé à l'école primaire. Il l'insulte et la frappe même son père le fait à Jean-François. Zoé et sa famille trouveront-ils une solutions ?                                              | semaine 23    |
| 113 | mer 11 juin     | Escargot de course                  | Stéphane ramène un escargot nommé "Sprintos" | semaine 23    |
| 114 | jeu 12 juin     | (titre inconnu)                     | (insérer résumé ici) | semaine 23    |
| 115 | ven 13 juin     | Fête des pères                      | Les enfants essayent d'offrir un cadeau à Jean-François | semaine 23    |
|     |                 |                                     | |               |
| 116 | lun 16 juin     | Ben dragueur                        | Ben essaye de séduire. | semaine 24    |
| 117 | mar 17 juin     | Speed Dating                        | Ben apprend le speed dating à Valérie et Jean-François. | semaine 24    |
| 118 | mer 18 juin     | L'expulsion de JF                   | Jean-François doit dormir dans la cuisine parce que Zoé a besoin de sa mère. | semaine 24    |
| 119 | jeu 19 juin     | La dette                            | Benoît veut devenir esclave de Jean-François car celui-ci lui a sauvé la vie d'un tout petit bébé chien .                                                                                               | semaine 24    |
| 120 | ven 20 juin     | Interprétation des rêves            | Sophie s'exerce à l'interprétation des rêves. | semaine 24    |
|     |                 |                                     | |               |
| 121 | lun 23 juin     | Touche pas à ma pote                | Zoé se peint en noir pour ressembler à sa copine Juliette tant que les autres n'auront pas arrêté d'être racistes.                                                                                      | semaine 25    |
| 122 | mar 24 juin     | Voisin de Ben                       | Ben a acheté l'appartement de leur voisin. | semaine 25    |
| 123 | mer 25 juin     | La correspondante                   | La famille prépare la maison pour la correspondante d'Elsa. | semaine 25    |
| 124 | jeu 26 juin     | Départ en vacances                  | (insérer résumé ici) | semaine 25    |
| 125 | ven 27 juin     | La fille d'Arles                    | Julien a une nouvelle petite copine travaillant dans une boîte de nuit. | semaine 25    |